# Whitstable cum Seasalter
Whitstable cum Seasalter var en civil parish från 1894 till 1934 då den blev en del av Whitstable, i grevskapet Kent, i England. Civil parish var belägen 7 km från Canterbury och hade 1 828 invånare år 1931.